# Im Hause des Commerzienrathes
Im Hause des Commerzienrathes (in moderner Orthografie: Im Hause des Kommerzienrates) ist ein Roman (Familienroman, Liebesroman), den E. Marlitt 1876 in der Familienzeitschrift Die Gartenlaube (Hefte 1–26) veröffentlicht hat. Die Buchausgabe folgte noch im selben Jahr im Verlag des Herausgebers der „Gartenlaube“, Ernst Keil. Die Illustrationen für die Buchausgabe besorgte Heinrich Schlitt.
Der Roman erzählt die Geschichte der jungen Käthe Mangold, die von ihrem Vormund um den größten Teil ihrer Erbschaft betrogen wird, sich aber aus eigener Kraft zu helfen weiß und nach einigen Komplikationen obendrein den Mann bekommt, den sie liebt.
Im Hause des Commerzienrathes ist von allen Romanen Marlitts derjenige, in dem das soziale Panorama die größte Rolle spielt. Jochen Schulte-Sasse und Renate Werner hielten den Börsenkrach von 1873 sogar für das Schlüsselereignis des Romans. Urszula Bonter ging nicht ganz so weit, hat ihn aber immerhin als „Abgesang auf die Gründerzeitepoche mit ihrem Spekulationsfieber“ bezeichnet. Marlitts Lesern war der Börsenkrach noch sehr gegenwärtig, und 1875 hatte Otto Glagau in der Gartenlaube einen vielteiligen Bericht Der Börsen- und Gründungsschwindel in Berlin veröffentlicht.

## Handlung

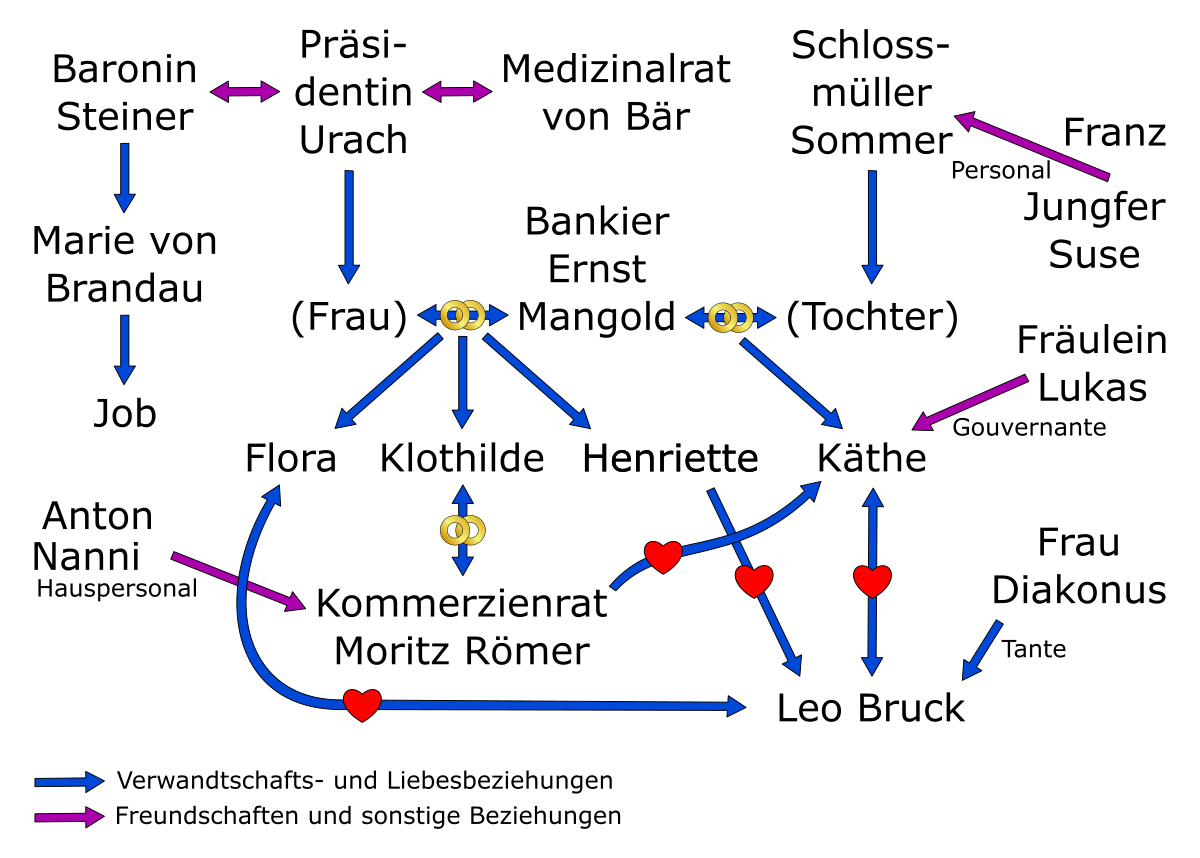
Die Figurenbeziehungen im Roman

Kapitel 1–4. Ort der Handlung ist das in einer unbezeichneten Residenzstadt in Thüringen gelegene ehemalige Gut der Ritter von Baumgarten. Die Zeit ist die Gegenwart der Autorin (die 1870er Jahre).
Das Geschlecht der Baumgarten ist längst erloschen. Eigentümer der Liegenschaften ist Schlossmüller Sommer, der es durch lebenslange harte Arbeit zu Wohlstand und Einfluss gebracht hat. Einen Teil der Gebäude – die Villa und den von der früheren Ritterburg einzig noch erhaltenen Turm – hat der Müller an einen entfernten Verwandten vermietet: den Kommerzienrat Moritz Römer. Moritz hatte im Bankhaus Mangold als Lehrling begonnen, dann die Erbin geheiratet und es schließlich bis zum Besitz einer Spinnerei gebracht.
Moritz ist Witwer und nutzt den Turm als Mantuary für seine Mußestunden und als Lager für seine Schätze. Die Villa teilt er sich mit drei Verwandten von Klothilde, seiner verstorbenen Frau: Klothildes Schwestern Flora und Henriette sowie beider Großmutter, der „Präsidentin“ Urach. Die letztere ist eine blasierte, um intime Beziehungen zum Hof bemühte Matriarchin. Flora, ein Zigarre rauchender Blaustrumpf, fühlt sich zur Schriftstellerei berufen und hat auch ein Werk verfasst, „Die Frauen“, das jedoch kein Verleger haben will, denn Flora hat zwar große Rosinen im Kopf, aber kein Talent. Henriette, ihre jüngere Schwester, ist geistig und seelisch ein Kind geblieben, körperlich verwachsen und „brustkrank“: sie befindet sich im letzten Stadium der Tuberkulose.
Während sein Schwiegervater ein bescheidener Mann gewesen war, pflegt Moritz den demonstrativen Wohlstand. Die Angeberei scheint sich auszuzahlen: Ob seiner Beiträge zur Hebung der lokalen Industrie soll Moritz demnächst in den Adelsstand erhoben werden. Freilich ist er ein rücksichtsloser Unternehmer, der seinen Fabrikarbeitern zum Beispiel kein Land für bezahlbaren Wohnraum überlassen will. Die Arbeiter machen ihrem Unmut durch allerlei Schabernack Luft, so schießen sie etwa auf Henriettes geliebte Tauben. Besonders schlecht sind sie auf Flora und ihre weltfremden Stellungnahmen zur „sozialen Frage“ zu sprechen; in späteren Kapiteln wird sie Drohbriefe erhalten und nur knapp einem Attentat entkommen.
Die Handlung des Romans setzt damit ein, dass der alte Schlossmüller schwer krank ist. Er wird von Leo Bruck operiert, einem hochbegabten jungen Arzt, der den Eingriff mit Geschick und Erfolg durchführt. Da man den frisch Operierten nicht seiner ungebildeten Dienstmagd, der Jungfer Suse, überlassen will, erklärt Moritz sich bereit, den Patienten persönlich zu überwachen. Was tatsächlich hinter Moritz’ „Sorge“ um den Müller steckt, wird sich dem Leser erst später offenbaren. Bruck weist ihn streng an, den Patienten ruhig zu halten. Der Müller bemerkt jedoch, wie Moritz sich in seinem Büro, wo auch der Geldschrank steht, zu schaffen macht, steht aus dem Bett auf und stellt Moritz zur Rede. Dabei kommt es sogar zu einem Handgemenge. Die Operationswunde bricht wieder auf, der Müller stirbt. Moritz will sich nicht kompromittieren und vertuscht die genauen Umstände des Todes.
Die sehr umfangreiche Erbschaft des Schlossmüllers fällt seiner einzigen überlebenden Nachfahrin zu: seiner Enkeltochter Käthe Mangold, die einst liebevoll die „Müllermaus“ genannt wurde, nun aber den Spitznamen „Goldfisch“ angehängt bekommt. Käthe ist die junge Halbschwester von Flora und Henriette, doch aus der Art geschlagen: weder vornehm noch hübsch, dafür aber freimütig, unbefangen und selbstsicher. Selbst den bösen Kettenhund, der die Hühner attackiert, bändigt sie problemlos. Auch Samariterdienste fliegen ihr zu: nach ihrer Ankunft kümmert sie sich zunächst um die erkrankte Jungfer Suse, und etwas später um die schwindsüchtige Henriette. Wie ihre Schwestern ist Käthe eine Vollwaise. Erzogen wurde sie von einer Gouvernante, die sie nach dem Tode des Vaters nach Dresden mitgenommen hat, wo die musikalische junge Frau Kompositionsunterricht erhielt und als Komponistin sogar hat publizieren können. Flora ist darauf besonders eifersüchtig.
Da Käthe minderjährig ist, wird Moritz ihr Vormund. Ihm obliegt auch die Aufgabe, den größten Teil des ererbten Realbesitzes in Geld umzuwandeln. Erst wenn sie volljährig ist, soll Käthe darüber verfügen. Der einzige Teil ihres Erbes, der ihr sofort zufällt, ist die Mühle.
Kapitel 5–11. Moritz wirft ein Auge auf die steinreiche junge Erbin und macht ihr teure Geschenke. Überhaupt beginnt er, noch weit mehr als zuvor mit Geld um sich zu werfen. Um an Bares zu kommen, verkauft er sogar die Fabrik. Seine Aufmerksamkeiten sind Käthe unangenehm, zu Recht fürchtet sie, dass er es nur auf ihr Geld abgesehen hat. Sie liebt Bruck, und Bruck liebt sie, doch beide wissen von den Gefühlen des anderen nichts und versuchen, da Bruck verlobt ist, auch ihre eigenen zu verleugnen. Bruck hat, in unmittelbarer Nachbarschaft von Moritz‘ Turm, ein ehemaliges Wirtschaftsgebäude erworben, das er als „Arbeitswinkel“ nutzen will. Auch seine alte Tante, die Frau Diakonus, die sein Studium bezahlt hatte und nun von ihm versorgt wird, zieht dort ein.
Kapitel 12–21. Bruck ist mit Flora verlobt; sie hatten sich einmal leidenschaftlich geliebt. Da Brucks ärztliche Reputation nach dem Tode des Müllers im Orte schwer angeschlagen ist, erkalten Floras Gefühle. Sie will sich entloben, Bruck gibt sie jedoch nicht frei. Wutentbrannt wirft sie ihren Verlobungsring in den Fluss. Käthe wird Zeugin, wie Bruck sich nach einem Streit mit Flora zurückzieht und im Begriff ist, bestimmte Tropfen einzunehmen. Voll Sorge, dass Bruck sich damit vielleicht zu töten versucht, schreitet sie ein, allerdings nur, um zu erfahren, dass es sich bei den Tropfen um ein harmloses Beruhigungsmittel handelt. Bruck erfährt auf diese Weise, dass er Käthe nicht gleichgültig ist.
Brucks Reputation wird unerwartet nicht nur wiederhergestellt, sondern gekrönt, als bekannt wird, dass der Erbprinz von R. ihm nach einer erfolgreichen Konsultation seinen Hausorden verliehen hat. Auch der Hofrattitel und eine Position als Leibarzt werden ihm in Aussicht gestellt. Bruck akzeptiert den Titel; lieber als an den Hof will er aber zurück in die Universitätsstadt L…g, um sich dort zu habilitieren. Flora wendet sich ihm mit wehenden Fahnen wieder zu. Dass sie, um den Verlust ihres Verlobungsringes zu vertuschen, nun den Ehering ihrer Mutter trägt, wird nur von Käthe bemerkt.
Im Doktorhaus, in dem nun die Frau Diakonus waltet, hat Käthe eine neue Heimat gefunden. Als Henriettes Zustand sich verschlechtert und sie bis zur Erholung im Doktorhaus einquartiert wird, kommen Käthe und Bruck sich bei der gemeinsamen Pflege der Kranken näher. Gleichzeitig jagen sich die Missverständnisse zwischen ihnen: so lehnt Bruck, dessen Verhältnis zu Flora noch ungeklärt ist, es ab, Käthe im Doktorhaus wohnen zu lassen, was Käthe für einen Abneigungsbeweis hält. Auch glaubt Käthe, Bruck befürworte ihre Verbindung mit Moritz; schließlich würde diese der Familie viel Geld bescheren. Enttäuscht reist sie nach Dresden ab.
Kapitel 22–28. Auf Drängen von Henriette kehrt Käthe schon bald wieder zurück. Man schreibt das Jahr 1873. Wien und bald auch Berlin werden vom Gründerkrach erschüttert, der auch die Kapitalgesellschaft vernichtet, mit deren Hilfe Moritz seine Fabrik liquidiert hatte. Flora ist die erste in der Familie, die befürchtet, dass es auch bei Moritz‘ eigenen Geschäften nicht sauber zugegangen ist. Wie entsetzlich recht sie hat, offenbart sich, als Moritz den Turm – mit sämtlichen Beweismitteln – in die Luft sprengt und untertaucht. Da er sein Vermögen vorher verschleudert hatte, werden Käthe, Flora und Henriette schlagartig mittellos.
Nun ist es Bruck, der das Verlöbnis lösen will. Für Flora, die inzwischen auch von Käthes Gefühlen für Bruck weiß, schlägt die Stunde der Rache, und ihr perfider Plan soll den vermeintlich opportunistischen Bräutigam ebenso zerstören wie die doppelt beneidete Halbschwester: Flora vertraut ihren (falschen) Verlobungsring Käthe an, die ihn Bruck nur unter einer einzigen Bedingung zurückgeben darf, nämlich der, dass er – mit wem auch immer – eine reine Konvenienzehe eingeht. Für Käthe ist das – wie Flora genau weiß – insofern die ultimative Qual, als sie Bruck, wenn er sie nicht liebte, niemals heiraten würde.
Da Moritz hoch verschuldet ist, erscheint die Gerichtskommission und beschlagnahmt, was von seiner Habe noch geblieben ist. Henriette stirbt, hat vorher aber noch die Freude, dass Bruck, den auch sie liebt, bis zuletzt bei ihr ist. Flora reist nach Zürich, wo sie ein Medizinstudium beginnt, aber schnell wieder abbricht. Auch die Präsidentin reist ab, kehrt aber schon nach einigen Wochen wieder zurück. Bruck und seine Tante gehen wie geplant nach L…g.
Kapitel 29. Gut ein Jahr später. Die Villa hat einen neuen Eigentümer. Käthe sind von ihrer Erbschaft nur einige Tausend Taler, etwas Gartenland und die Mühle geblieben. Das Land hat sie den Arbeitern als Baugrund überlassen. In das Müllergewerbe hat sie sich dank ihrer ausgezeichneten Vorbildung so gut einarbeiten können, dass sie ihrem Geschäftsführer und ihrem Buchhalter am Ende auf gleicher Augenhöhe begegnet. Das Geschäft floriert.
Als Flora sich mit einem anderen Mann verlobt, ist Bruck unverhofft frei. Käthe muss ein letztes Mal um ihre Liebe bangen, als Flora andeutet, er habe sich mit einer jungen Gräfin verlobt. Bruck klärt die Angelegenheit jedoch auf. Käthe und Bruck werden ein Paar. Gerüchteweise ist zu erfahren, dass Moritz in Kalifornien lebt.

## Rezeption und Wirkung
Die Aufnahme des Romans war gemischt. Ein britischer Rezensent bekannte, dass er nach dem starken vorausgegangenen Roman, Die zweite Frau, von Marlitts jüngstem Werk etwas enttäuscht gewesen sei: “there is throughout a certain deficiency which cannot help perceiving, as though the writer has overtaxed her powers, and needed rest.”
Im Hause des Commerzienrathes war dennoch das erste von Marlitts Werken, das als Film adaptiert wurde. Georg Victor Mendel inszenierte die Geschichte 1917 für die National Filmgesellschaft als Stummfilm. Zu sehen waren darin unter anderem die 20-jährige Edith Meller und der ebenfalls noch junge Carl Auen. Das Drehbuch hatte Joseph Richards geschrieben.
1975 erschien eine Fernsehfassung, die Herbert Ballmann nach einem Drehbuch von Karl Wittlinger für das ZDF inszeniert hatte. In den Hauptrollen traten Gisela Schneeberger (Käthe), Karlheinz Böhm (Bruck), Wolfgang Arps (Kommerzienrat) und Judy Winter (Flora) auf.

## Ausgaben (Auswahl)
- Im Hause des Kommerzienrates. Keil, Leipzig 1876 (erste Buchausgabe).
- Im Hause des Kommerzienrates. Hofenberg, 2018, ISBN 978-3-7485-8639-5.
- Im Hause des Kommerzienrates. Neopubli, 2019, ISBN 978-3-7437-2569-0 (illustrierte Ausgabe).

- At the councillor’s or, A nameless history. Lippincott, Philadelphia 1876 (englische Ausgabe, übersetzt von Annis Lee Wister).